# Joseph Jurion
Joseph "Jef" Armand Jurion (ur. 24 lutego 1937) to były belgijski piłkarz i trener występujący na pozycji pomocnika. Między 1955, a 1967 rokiem występował w reprezentacji Belgii, w której rozegrał w sumie 64 spotkania i zdobył 9 bramek. Był piłkarzem takich klubów jak RSC Anderlecht, KAA Gent i Lokeren. Po zakończeniu kariery zajął się pracą trenerską i prowadził Lokeren, Beveren i Louviéroise.